# Grammonota emertoni
Grammonota emertoni là một loài nhện trong họ Linyphiidae.
Loài này thuộc chi Grammonota. Grammonota emertoni được Elizabeth Bangs Bryant miêu tả năm 1940.